# La 8
La 8 é o segundo canal da Castilla y León Televisión (CyLTV), sociedade adjudicatária da exploração dos dois canais de Televisão Digital Terrestre autonómica no âmbito da comunidade de Castela e Leão.
Como o seu canal irmão, CyLTV, iniciou as suas emissões regulares no dia 9 de Março de 2009, tanto em analógico como em digital, substituindo desde esse momento o sinal das até então Televisión Castilla y León e Canal 4 Castilla y León, consoante a província. Contrariamente à CyLTV, caracteriza-se por levar a cabo desconexões em cada uma das nove províncias da comunidade, além de na comarca do Bierzo. Isso faz com que um dos pilares da sua programação, de carácter generalista, seja a actualidade provincial e local.
Para a elaboração desses conteúdos, a Radio Televisión de Castilla y León conta com centros de produção territorial nas nove capitais de província: Ávila, Burgos, Leão, Palência, Salamanca, Segóvia, Sória, Valhadolide, Zamora e também em Ponferrada, capital do Bierzo. Por isso mesmo, a singularização deste canal faz que o seu nome seja acompanhado pelo da província onde emite as suas desconexões.
A La 8, bem como a CyLTV, contratam conteúdos com as diferentes distribuidoras, como a FORTA, a Retelsat, a LocalVisión e a MunicipalTV.
No dia 5 de setembro de 2011, o canal muda a sua denominação de CyL8 para La 8.